# سعید ارباب شیرانی
سعید ارباب شیرانی (۱۳۱۶ اصفهان – ۲۲ اسفند ۱۳۸۹ نیوجرسی) نویسنده و مترجم ایرانی بود.

## زندگی
سعید ارباب شیرانی در اصفهان زاده شد. سعید در ۱۳۴۰ رهسپار آمریکا شد و دکتری در ادبیات تطبیقی از دانشگاه پرینستون گرفت. سپس به ایران بازگشت. با آغاز جنگ ایران و عراق از دانشگاه جندی‌شاپور اهواز به تهران رفت و در دانشنامه جهان اسلام و مرکز نشر دانشگاهی با بزرگانی چون ابوالحسن نجفی همکار شد. او همچنین در دانشگاه علامه طباطبایی تدریس کرد. رضا سیدحسینی به او پیشنهاد کرد که تاریخ نقد جدید رنه ولک را به فارسی ترجمه کند، و این کار پس از نوزده سال کامل شد. درگذشت او در زمستان ۱۳۸۹ در آمریکا تقریباً هم‌زمان شد با انتشار واپسین جلدِ تاریخ نقد جدید به فارسی در انتشارات نیلوفر. این ترجمه برگزیده جایزهٔ کتاب سال در بخش ترجمه شده‌است.
ارباب شیرانی مقالاتی از اریش اویرباخ و اومبرتو اکو و دیگران نیز به فارسی ترجمه کرده‌است.
وی برادر حمید ارباب شیرانی مترجم بود. 

### ترجمه
- تاریخ نقد جدید، رنه ولک (هشت‌جلدی)
- تخیّل فرهیخته، نورتروپ فرای

### تألیف
- اَشکال یک اسطوره: گونه‌گونی شخصیّت ادبی حضرت یوسف (ترجمهٔ مجدالدین کیوانی به فارسی)